# Université Hassan-Ier
L’université Hassan-Ier est une université publique marocaine située à Settat, Fondée en 1997.
Elle est classée 4e quatrième au niveau national par «Time Higher Education», le classement mondial, dans sa version 2022 , et 121e dans le classement régional 2016 des universités arabes (U.S.News & World Report).
Elle porte le nom du sultan Hassan ben Mohammed.

## Présentation
L’université Hassan-Ier regroupe les établissements suivants:
- École nationale de commerce et de gestion de Settat (ENCG)

- Faculté des sciences juridiques et politiques (FSJP)
- Faculté d'économie et de gestion (FEG)

- Faculté des sciences et techniques (FST)

- École nationale des sciences appliquées de Berrechid (ENSA)

- Institut Supérieur des Sciences de la Santé (ISSS)
- École supérieure de l'éducation et de la formation ( ESEF)
- L'institut des sciences du sport (I2S)
- Faculté polydisciplinaire de Berrechid (FPB)